# Цовагюх
Цовагюх (вірм. Ծովագյուղ) — село в марзі Гегаркунік, на сході Вірменії. Село розташоване на березі озера Севан на розвилці двох трас, які ведуть з Єревану, Раздану, Севану до Діліжану і далі до марзів Тавуш, Лорі та в Грузію та друга по східному узбережжю озера Севан до Арцвашену, Варденісу та у Нагірно-Карабаську Республіку.